# 張徽 (洪武進士)
張徽，平阳府絳州（今山西新绛）人，明朝政治人物、进士。
洪武二十四年（1391年），張徽中式辛未科二甲第二名进士。累官苏州府同知，与御史李立等人勾结适用酷刑，后被新任知府况钟纠正弹劾。